# Aillant-sur-Tholon
Aillant-sur-Tholon korábbi község (település) Franciaországban, Saône-et-Loire megyében. 2017. január 1-jén Champvallon, Villiers-sur-Tholon és Volgré községgel egyesült és Montholon új község része lett.
Lakosainak száma 1408 fő (2018. január 1.). Aillant-sur-Tholon Villiers-sur-Tholon, Chassy, La Ferté-Loupière, Laduz és Poilly-sur-Tholon községekkel határos.

## Népesség
A település népességének változása:
| Lakosok száma | 1399 | 1404 | 2952 | 1404 | 1408 |
|               | 2013 | 2015 | 2016 | 2017 | 2018 |